# Угри
Угри — узагальнююче етнічне ім'я, присвоєне спорідненим з мови народам — мансі, хантам і угорцям (мадярам). Угорські мови та споріднені з ними фінно-пермські мови відносяться до уральської мовної сім'ї. До сучасних народів, що говорять угорськими мовами, відносять угорців та обських угрів (хантів та мансі).

## Походження етноніма
За загальноприйнятою версією етнонім «угри» походить від давньотюркського слова «огур», що входить як компонент у багато етнонімів огурських народів: оногури, утигури, кутригури тощо та означає «ріг» (частина, одиницю, рід, плем'я). Перша частина імені означала число племінної структури: «п'ять», «десять», «тридцять». Така побудова держави гунів як «Десять рогів» (оногури) та «П'ять частин» південних гунів (булгар) зафіксовані в китайських літописах. Термін «ongur» вживався в мові тюрок-болгар для позначення оногурів,  що склали ядро Великої Болгарії в районі Меотиди.

## Етнічна історія угрів
Угри згадані у хроніках як учасники походу вестготського короля Аларіха II на Рим в 410 році по Р. Х.
Комі-зиряни одними з перших познайомилися з предками хантів та мансі, назвавши їх «йогра. Цей термін запозичили росіяни, що озвучили його як югра.
Розрізняються угри обські (ханти та мансі) та дунайські (угорці). У руських літописах згадуються чорні угри (мадяри) та білі угри. Очевидно, саме цей слов'янський етнонім (староцерк.-слов. ѫгъре, пол. węgrzy) потім був запозичений іншими європейськими народами: порівн. нім. Ungarisch, фр. hongrois, англ. Hungarian, ср.-лат. hungarus.  Самі себе угорці називають «magyar» (слово споріднене з етнонімом мансі) — мадярами.
У творі XII ст. «Повість про латене, коли відлучившись від грек» міститься розповідь про хрещення двох угорських князів у Константинополі, які позначаються трьома назвами (грецькою, слов'янською та угорською): «Пеоне, глаголема Оугри, що самі називаються Магере».
У «Повісті временних літ» (XII століття) предки угорців названі «уграми», а предки хантів та мансі — «югрою». 
Пізніше ім'я «югра» закріпилося переважно за хантами. «Югра» не може вважатися пов'язаною з давньоруським «угрі» (див. угрин, угрі), співзвуччя між цими словами випадково.
У лінгвістичної класифікації угорська гілка входить до складу фінно-угорської мовної сім'ї та відокремилася від фінно-пермських мов вже у 3-му тисячолітті до Р. Х.. Протоугри спочатку зосередилися на межі південної тайги та лісостепу Західного Сибіру, від Середнього Уралу до Приіртищща. Звідси предки мансі та хантів розселилися далі на північ, освоївши оленярство, а кочові предки угорців у VIII–IX століттях, рухаючись на захід, досягли Дунаю.
Угри, спільно з давніми іраномовними та тюркомовними племенами, брали участь в етногенезі багатьох народів Євразії. Ці угро-тюрко-іранські союзи племен згадуються в античних та східних авторів під назвами: гуни та уі-бей-го, оногури, авари, булгари тощо.